# Boy Friend
『Boy Friend』（ボーイフレンド）は、ストレイテナーの配信限定シングル。2018年3月28日に配信された。

## 概要
ストレイテナーとしては3作品目となる配信限定シングルである。2018年3月23日、30日放送のテレビ朝日系列テレビドラマ『静おばあちゃんにおまかせ』の主題歌。ストレイテナーの楽曲がテレビドラマの主題歌となるのは2年ぶりとなる。

## 収録曲
1. Boy Friend
作詞・作曲:ホリエアツシ